# José Horacio Gómez
José Horacio Gómez Velasco (ur. 26 grudnia 1951 w Monterrey w Meksyku) – amerykański duchowny katolicki, arcybiskup metropolita Los Angeles, w latach 2019–2022 przewodniczący Konferencji Episkopatu USA.

## Życiorys
Studiował rachunkowość na uniwersytecie w Monterrey (uzyskując tytuł magistra w 1975) oraz teologię na Uniwersytecie Nawarry (uzyskując tytuł doktora w 1980).
Święcenia kapłańskie przyjął 15 sierpnia 1978 w Torreciudad w Hiszpanii z rąk kardynała Franza Königa. Jest członkiem Prałatury Opus Dei. W latach 1978–1987 pracował jako duszpasterz młodzieży w Meksyku. W 1987 przeprowadził się do Teksasu i do 2001 działał w tamtejszych strukturach Opus Dei. W 1999 został wikariuszem regionalnym prałatury w Teksasie.
23 stycznia 2001 został mianowany biskupem pomocniczym archidiecezji Denver, ze stolicą tytularną Belali. Sakry biskupiej udzielił mu arcybiskup Charles Chaput. Oprócz zwykłych obowiązków biskupa pomocniczego pełnił funkcje rektora bazyliki archikatedralnej (2001–2003), a także moderatora miejscowej kurii (2004).
29 grudnia 2004 został mianowany arcybiskupem metropolitą San Antonio. Ingres odbył się 15 lutego 2005.
6 kwietnia 2010 Benedykt XVI mianował go arcybiskupem koadiutorem Los Angeles. 1 marca 2011 po przejściu na emeryturę kardynała Mahony’ego został arcybiskupem metropolitą Los Angeles. Paliusz otrzymał z rąk papieża Benedykta XVI 29 czerwca 2011.
W latach 2016–2019 pełnił funkcję wiceprzewodniczącego, a od 12 listopada 2019 do 15 listopada 2022 był przewodniczącym Konferencji Episkopatu USA.